# Altenesch
Altenesch è una frazione del comune tedesco di Lemwerder, sito nella Bassa Sassonia. Fino al 15 novembre 1972 l'intero comune di Lemwerder portava il nome di Altenesch. La località è bagnata dal fiume Ochtum.

## Storia
Il nome della località è noto soprattutto per la battaglia combattuta nel posto nel 1234 dall'esercito raccolto dall'arcivescovo di Brema Gerardo II con l'alleato conte di Oldenburg, contro gli Stedinger, che risultarono sconfitti. Sul luogo ove si svolse la battaglia, sorge ora la chiesa di San Gallo. Vi è pure un monumento in onore degli Stedinger.